# Eriochloa
Genre
Eriochloa est un genre  de plantes monocotylédones de la  famille des Poaceae, sous-famille des Panicoideae, originaire des régions subtropicales, qui regroupe une trentaine d'espèces.
Ce sont des plantes herbacées, annuelles ou vivaces, stolonifères ou cespiteuses, dont les tiges (chaumes) peuvent atteindre de 30 à 170 cm de long. Certaines espèces de ce genre ont une importance économique, soit comme plantes fourragères, en particulier Eriochloa polystachya, soit comme mauvaises herbes des cultures.

## Taxinomie
La genre Eriochloa a été décrit par le botaniste allemand Karl Sigismund Kunth et publié en 1816 dans son Nova Genera et Species Plantarum (quarto ed.) 1: 94, t. 30, 31.  

### Liste des espèces
Selon The Plant List (13 juin 2017) :
- Eriochloa acuminata (J.Presl) Kunth
- Eriochloa aristata Vasey
- Eriochloa australiensis Stapf & Thell.
- Eriochloa boliviensis Renvoize
- Eriochloa boxiana Hitchc.
- Eriochloa contracta Hitchc.
- Eriochloa crebra S.T.Blake
- Eriochloa distachya Kunth
- Eriochloa fatmensis (Hochst. & Steud.) Clayton
- Eriochloa grandiflora (Trin.) Benth.
- Eriochloa lemmonii Vasey & Scribn.
- Eriochloa longiflora S.T.Blake
- Eriochloa macclounii Stapf
- Eriochloa meyeriana (Nees) Pilg.
- Eriochloa michauxii (Poir.) Hitchc.
- Eriochloa montevidensis Griseb.
- Eriochloa nana Arriaga
- Eriochloa nelsonii Scribn. & J.G.Sm.
- Eriochloa pacifica Mez
- Eriochloa parvispiculata C.E.Hubb.
- Eriochloa peruviana Mez
- Eriochloa polystachya Kunth
- Eriochloa procera (Retz.) C.E.Hubb.
- Eriochloa pseudoacrotricha (Stapf ex Thell.) J.M.Black
- Eriochloa punctata (L.) Ham.
- Eriochloa rovumensis (Pilg.) Clayton
- Eriochloa sericea (Scheele) Munro ex Vasey
- Eriochloa setosa (A.Rich.) C.L.Hitchc.
- Eriochloa stapfiana Clayton
- Eriochloa stevensii Davidse
- Eriochloa subulifera Stapf
- Eriochloa succincta (Trin.) Kunth
- Eriochloa tridentata (Trin.) Kuhlm.
- Eriochloa villosa (Thunb.) Kunth
- Eriochloa weberbaueri Mez

### Synonymes
Selon GRIN :
- Aglycia Steud., nom. inval.
- Alycia Steud., nom. inval.
- Glandiloba (Raf.) Steud., nom. inval.
- Helopus Trin.
- Oedipachne Link, nom. inval.